# Os Querubins de São Gabriel
Os Querubins de São Gabriel é um grupo musical mirim brasileiro, que se apresenta em formato de coral, criado em 2001 dentro do contexto da XI Cantoria de São Gabriel por Raberuan, um dos percusores do MPA (Movimento Popular de Arte) de São Miguel Paulista, Reginaldo Manso e Marcinho. 
Atualmente é liderado por Reginaldo Manso, e já se apresentou por toda a Bahia.

## História
Tudo começou no ano de 2001 com a vinda de um poeta do Movimento Popular de Arte de São Miguel Paulista, da grande São Paulo. Este poeta fora convidado por um artista da cidade de São Gabriel que migrou para São Miguel logo cedo e que se envolveu, embebendo na arte popular daquele lugar.
O gabrielense é o poeta, compositor e cantor Sacha Arcanjo e o paulista convidado é o saudoso poeta menestrel Raberuan. Portanto, o surgimento do coral Os Querubins de São Gabriel tem suas raízes oriundas de São Paulo.   
Raberuan se identificou tanto com a cidade de São Gabriel que permaneceu um tempo morando nela. Em homenagem póstuma ao poeta, que faleceu em 2011, a Fundação Culturarte externa que "ele ficou conhecido por essas terras, primeiro pela parceria com o "gabriezeiro" Sacha Arcanjo e depois por suas incursões solo na Cantoria de São Gabriel.   
Encantador de plateias de todas as idades e muito especialmente encantador de crianças, criou em 2001 o coral juntamente com Reginaldo Manso e Marcinho como parte de uma das oficinas do evento. Após a sua saída, o músico Reginaldo Manso deu continuidade ao trabalho plantado por ele.  
O grupo  vem se destacando ao longo de seus mais de 20 anos de existência pela sua competência e desenvoltura. Ele tem contribuído para o fortalecimento do contexto cultural do Território de Identidades de Irecê, trazendo um repertório de músicas autorais, outras do cancioneiro regional e da MPB, além de cantar em prol do fortalecimento das raízes culturais da região. As crianças são vindas da comunidade e das escolas, em um intercâmbio pedagógico cultural que resulta em uma formação musical humanizadora.

## Primeiros integrantes
- Andriele Lago
- Bianca
- Catarine de Brito
- Daniel Máximo
- Deisiane
- Fabiana Neves
- Gabriele Brito
- Graciela
- Jaine
- Jairla BoaSorte
- Jocivan
- Lavinia
- Ludenberg
- Niu Anderson
- Quele Pereira
- Raidla
- Rodrigo
- Tairinne Gabriela
- Ualeson
- Vanessa
- Wendle Neves

## Discografia
- 2006 — Reginaldo Manso e os Querubins de São Gabriel: Cantigas da gente
- 2013 — Coral Querubins de São Gabriel e Reginaldo Manso